# يوكي أمانو
يوكي أمانو (باليابانية: 天野悠貴) هو لاعب كرة قدم ياباني، ولد في 17 أبريل 2000 في طوكيو في اليابان. لعب مع نادي طوكيو.

## وصلات خارجية
- يوكي أمانو على موقع رابطة كرة القدم اليابانية للمحترفين (اليابانية)
- يوكي أمانو على موقع Soccerway.com (الإنجليزية)